# ブライアン・トロティエ
ブライアン・トロティエ（英語: Bryan Trottier、1956年7月17日 - ）は、カナダ連邦サスカチュワン州バル・マリー生まれの元プロアイスホッケー選手である。
ナショナルホッケーリーグ(NHL)ではニューヨーク・アイランダーズで15シーズン、ピッツバーグ・ペンギンズには3シーズン在籍し、攻守にバランスの取れたセンターであったと評価される。特に1980年代初頭にアイランダーズがスタンレー・カップで4連覇（1980年から1983年まで）を記録したいわゆる「アイランダー王朝時代」の中核メンバーとして名高い。1997年にホッケーの殿堂入りを果している。

## 経歴
1974年のNHLドラフト2巡目(全体22位)でニューヨーク・アイランダーズに指名された。当時の北米ホッケー界はNHLが1972年に発足したライバルリーグであるWHLに対し様々な対抗策を講じていた時期であるといわれ、NHLによる17、18歳の有望若年選手の囲い込み、青田買いも行われていた。トロティエの獲得もその一例である。このため、トロティエはすぐにNHLでプレーすることなく、1974-1975シーズンはジュニアリーグ (WCIHL) で144ポイントを上げ、リーグ最優秀選手となった。
翌1975-1976シーズンからは、アイランダーズに昇格し、メジャー第2戦でハットトリックを記録した。そして、最終的にマーセル・ディオンが保持していたアシスト数、ポイント数の新人記録を更新。オフにはカルダー記念賞（新人王）を受賞した。
1977-1978シーズン頃からアイランダーズは、トロティエ、マイク･ボッシー、クラーク・ギリースの強力布陣を備えめきめきと力をつけていった。トロティエが最高成績を残したのは 1978-1979シーズンで、リーグ首位の134ポイントを上げた。また、同年のアシスト数87は、前年の77に続く2年連続のリーグ首位記録である。
1979-1980シーズンには、アイランダーズはスタンレー･カップに優勝し、トロティエもコーン・スマイス賞（プレイオフ最優秀選手賞）を獲得する。こうして、1970年代後半から1980年代前半にかけて、圧倒的な力量を見せたウェイン・グレツキーを除けば、トロティエは、その得点能力と固い守備力によって当時最も優れたオールラウンドプレーヤーの一人に数え上げられる選手となった。
しかし、一方で同世代のセンター達、例えばマーク・メシエやスティーブ・アイザーマンと比較すると、第一線で長く活躍できた期間はやや物足りないとする評価もある。特に現役生活14年目以降は、その力が急激に衰えたように見え、1988年に82ポイントを上げていたのが、翌年は45ポイント、翌々年は24ポイントと落ちていった。
1990年7月20日にはフリー・エージェントで15年在籍したアイランダーズを後にして、ペンギンズに移籍した。同僚にはマリオ・ルミュー、ヤロミール・ヤーガーらがおり、移籍後の3年間のうち、1991年、1992年とスタンレー・カップ連覇を経験し、1993年は一旦アイランダーズのフロント入りするが飽き足らず、1994年にペンギンズの選手兼アシスタントコーチとして37歳で復帰しその年限りで現役を引退した。引退時点でのポイント数は NHL 歴代6位であった。
なお1984年のカナダカップにおいては、トロティエはカナダ人同胞から多くの批判を浴びながら、アメリカ合衆国チームの一員として参戦した。この決断を行ったのは、自らの居住国に報恩するためと、妻がアメリカ人であったためとされている。そして、1984年7月には、父方の祖先にクリー（Cree）族系のメティがいたため、アメリカ合衆国籍を取得している。
引退後は、アメリカン・ホッケー・リーグ(AHL)のポートランド・パイレーツのコーチ、NHLではコロラド・アバランチのアシスタントコーチ、ニューヨーク・レンジャースのヘッドコーチを務めた。

## 人物
弟のロッキー・トロティエもNHLのニュージャージー・デビルスでプレーした元プロアイスホッケー選手である。

## 詳細情報

### 通算成績
| 1975-1976 | ニューヨーク・アイランダーズ | NHL     | 80   | 32  | 63  | 95   | 21  | 13  | 1  | 7   | 8   | 8   |
| 1976-1977 | ニューヨーク・アイランダーズ | NHL     | 76   | 30  | 42  | 72   | 34  | 12  | 2  | 8   | 10  | 2   |
| 1977-1978 | ニューヨーク・アイランダーズ | NHL     | 77   | 46  | 77  | 123  | 46  | 7   | 0  | 3   | 3   | 4   |
| 1978-1979 | ニューヨーク・アイランダーズ | NHL     | 76   | 47  | 87  | 134  | 50  | 10  | 2  | 4   | 6   | 13  |
| 1979-1980 | ニューヨーク・アイランダーズ | NHL     | 78   | 42  | 62  | 104  | 68  | 21  | 12 | 17  | 29  | 16  |
| 1980-1981 | ニューヨーク・アイランダーズ | NHL     | 73   | 31  | 72  | 103  | 74  | 18  | 11 | 18  | 29  | 34  |
| 1981-1982 | ニューヨーク・アイランダーズ | NHL     | 80   | 50  | 79  | 129  | 88  | 19  | 6  | 23  | 29  | 40  |
| 1982-1983 | ニューヨーク・アイランダーズ | NHL     | 80   | 34  | 55  | 89   | 68  | 17  | 8  | 12  | 20  | 18  |
| 1983-1984 | ニューヨーク・アイランダーズ | NHL     | 68   | 40  | 71  | 111  | 59  | 21  | 8  | 6   | 14  | 49  |
| 1984-1985 | ニューヨーク・アイランダーズ | NHL     | 68   | 28  | 31  | 59   | 47  | 10  | 4  | 2   | 6   | 8   |
| 1985-1986 | ニューヨーク・アイランダーズ | NHL     | 78   | 37  | 59  | 96   | 72  | 3   | 1  | 1   | 2   | 2   |
| 1986-1987 | ニューヨーク・アイランダーズ | NHL     | 80   | 23  | 64  | 87   | 50  | 14  | 8  | 5   | 13  | 12  |
| 1987-1988 | ニューヨーク・アイランダーズ | NHL     | 77   | 30  | 52  | 82   | 48  | 6   | 0  | 0   | 0   | 10  |
| 1988-1989 | ニューヨーク・アイランダーズ | NHL     | 73   | 17  | 28  | 45   | 44  | -   | -  | -   | -   | -   |
| 1989-1990 | ニューヨーク・アイランダーズ | NHL     | 59   | 13  | 11  | 24   | 29  | 4   | 1  | 0   | 1   | 4   |
| 1990-1991 | ピッツバーグ・ペンギンズ     | NHL     | 52   | 9   | 19  | 28   | 24  | 23  | 3  | 4   | 7   | 49  |
| 1991-1992 | ピッツバーグ・ペンギンズ     | NHL     | 63   | 11  | 18  | 29   | 54  | 21  | 4  | 3   | 7   | 8   |
| 1993-1994 | ピッツバーグ・ペンギンズ     | NHL     | 41   | 4   | 11  | 15   | 36  | 2   | 0  | 0   | 0   | 0   |
| NHL合計   | NHL合計                      | NHL合計 | 1279 | 524 | 901 | 1425 | 912 | 221 | 71 | 113 | 184 | 277 |

### 表彰
- カルダー記念賞（NHL 最優秀新人賞、1976年）
- アート・ロス記念賞（NHL レギュラーシーズン得点王、1979年）
- ハート記念賞（1979年）
- コーン・スマイス賞（1980年）
- キング・クランシー記念賞（1989年）

### 記録
- WCJHL (West Coast Junior Hockey League) オールスター選抜 （1975年）
- NHLオールスターゲーム選出（1976年、1978年、1980年、1982年、1983年、1985年、1986年、1992年）
- オールスター第1チーム選抜（1978年、1979年）
- オールスター第2チーム選抜（1982年、1984年）
- NHL プラスマイナス首位（1979年）
- スタンレー・カップ優勝経験（1980年、1981年、1982年、1983年、1991年、1992年、2001年（アバランチ・アシスタントコーチ））

### 背番号
- 19（1975年 - 1994年）